# ان‌جی‌سی ۵۵۳۳
ان‌جی‌سی ۵۵۳۳ (انگلیسی: NGC 5533) یک کهکشان مارپیچی بدون میله در صورت فلکی گاوران است. این کهکشان در ۱ مه ۱۷۸۵ توسط ستاره شناس ویلیام هرشل کشف شد.